# Повышение (фильм, 2008)
«Повышение» (англ. The Promotion) — американская комедия режиссёра Стивена Конрада. Фильм является взглядом режиссёра на стремление к американской мечте, в центре его сюжета два помощника управляющего в супермаркете, которые борются между собой за получение повышения по службе.
Премьера картины состоялась на кинофестивале «South by Southwest»  9 марта 2008 года.

## Сюжет
Одним из двух главных героев фильма является Даг Стаубер, помощник управляющего в одном из филиалов сети супермаркетов «Дональдсон» в Чикаго. Как и многие другие сотрудники Даг мечтает получить повышение и из помощника управляющего стать управляющим. И, к его счастью, он является фактически единственным кандидатом на эту должность.
Однако на пути к повышению ему встречается множество препятствий. Это и банда чернокожих подростков слоняющаяся по парковке супермаркета и постоянно вступающая в конфликты с покупателями, которые затем оставляют гневные отзывы. И иностранец, который не может объяснить, что он хочет купить и при этом постоянно пытается чем-то ударить Дага. А ему не только не удаётся усмирить их всех, но он ещё и вынужден переписывать жалобы клиентов с карточек для отзывов в книгу жалоб и предложений. Однажды, когда до назначения на должность управляющего уже остаётся совсем немного времени, Даг узнаёт, что в супермаркете появился ещё один помощник управляющего так же претендующий на это повышение.
Новым сотрудником оказывается Ричард Вэлнер работавший до этого в одном из филиалов компании в Квебеке. Между ним и Дагом сразу начинается активная борьба за должность управляющего. Для последнего получение этой должности имеет куда большее значение, так как Даг уже приобрёл новый дом для себя и своей жены, но за него ещё нужно расплачиваться, а он не сможет этого сделать без ощутимой прибавки к зарплате, которая будет только в случае его продвижения по карьерной лестнице. К тому же тогда его жене, которая сейчас работает медсестрой, придётся искать себе ещё одну работу.
После нескольких неудачных попыток устранить конкурента с пути оба они вызываются на совет директоров компании, который хочет принять решение о том, кого из кандидатов повысить в должности. Все надежды Ричарда получить эту должность становятся разрушены после того, как он узнаёт, что кандидатам нужно пройти тест на наличие запрещённых препаратов в крови, а он его точно провалит, так как перед собеседованием  курил марихуану. Вскоре после собеседования Дагу звонят и сообщают, что он получил повышение, так как Ричард не прошёл тест на наркотики, а другой кандидат ещё только новичок в их компании. Ричард же вместе со своей семьёй возвращается обратно в Канаду на своё прежнее место работы и получает повышение там, так как тушит пожар возникший в магазине, который, по слухам, он сам же и устроил.

## В ролях
| Актёр             | Роль                                                                |
| ----------------- | ------------------------------------------------------------------- |
| Шон Уильям Скотт  | Даг Стаубер                                                         |
| Джон К. Райли     | Ричард Вэлнер                                                       |
| Гил Беллоуз       | Митч один из директоров компании                                    |
| Фред Армисен      | Скотт Фаргус управляющий филиала, в котором работают Даг и Ричард   |
| Дженна Фишер      | Джен Стаубер жена Дага                                              |
| Бобби Каннавале   | Доктор Тиммс начальник Джен                                         |
| Лили Тейлор       | Лори Вэлнер жена Ричарда                                            |
| Рик Гонсалес      | Эрнесто один из сотрудников супермаркета                            |
| Крис Конрад       | иностранец, вступающий в конфликт с Дагом из-за коробок с крекерами |
| Джейсон Бейтман   | инструктор в лагере для повышения квалификации                      |
| Масаёри Ока       | риэлтор                                                             |
| Кристофер Гарднер | лидер общины                                                        |
| Джошуа Эбер       | Харди один из сотрудников супермаркета, страдает синдромом Дауна    |

## Производство
Съёмки фильма проходили в Чикаго в течение лета 2006 года. Сам фильм планировалось выпустить в мае 2007 года, но премьеру задержали из-за того, что к фильму было решено добавить несколько новых сцен. Одной из них была сцена с участием Масаёри Ока, который сыграл риэлтора. В съёмках также участвовал как камео Кристофер Гарднер, по его словам, он захотел сняться в этой картине, так как был очень вдохновлён фильмом «В погоне за счастьем», сценарий к которому писал Конрад.
Иностранца, который постоянно вступал в конфликт с Дагом, сыграл Крис Конрад, младший брат режиссёра фильма Стивена Конрада.

## Критика
Фильм получил в основном смешанные отзывы. На сайте Rotten tomatoes по состоянию на февраль 2014 года рейтинг фильма равен 53% и составляет среднюю оценку в 5.7 балла по десятибалльной шкале . На сайте Metacritic фильм имеет рейтинг в 6.5 основанный на 8 отзывах, а на IMDb его оценка составляет 5.7 балла . Роджер Эберт дал фильму две звезды из четырёх .

## Саундтрек
«Повышение: Оригинальный саундтрек к фильму» был выпущен 10 июня 2008 года. Он состоит из композиций записанных к фильму композитором Алексом Вурманом.
| №                   | Название                        | Композитор          | Длительность |
| ------------------- | ------------------------------- | ------------------- | ------------ |
| 1.                  | «The Donaldson's Experience»    | Алекс Вурман        | 4:02         |
| 2.                  | «Cheese Poster»                 | Алекс Вурман        | 1:13         |
| 3.                  | «Canada»                        | Алекс Вурман        | 1:52         |
| 4.                  | «Strawberry Charleston Chew»    | Алекс Вурман        | 1:18         |
| 5.                  | «It's Pepsi's World»            | Алекс Вурман        | 1:05         |
| 6.                  | «Quiet House»                   | Алекс Вурман        | 1:38         |
| 7.                  | «Around The Store»              | Алекс Вурман        | 1:48         |
| 8.                  | «A Series Of Bad Choices»       | Алекс Вурман        | 3:43         |
| 9.                  | «The Company Picnic»            | Алекс Вурман        | 1:38         |
| 10.                 | «Welner's Coming»               | Алекс Вурман        | 1:08         |
| 11.                 | «One Week Lot!»                 | Алекс Вурман        | 0:39         |
| 12.                 | «Maybe I Don't Belong Here»     | Алекс Вурман        | 1:51         |
| 13.                 | «Inside Is Cool, Outside Sucks» | Алекс Вурман        | 1:50         |
| 14.                 | «Mace Apology Speech»           | Алекс Вурман        | 0:49         |
| 15.                 | «Seven Seas»                    | Алекс Вурман        | 1:36         |
| 16.                 | «Hardy's Powdered Hand»         | Алекс Вурман        | 0:34         |
| 17.                 | «Blapples»                      | Алекс Вурман        | 1:09         |
| 18.                 | «Fight Dance»                   | Алекс Вурман        | 3:18         |
| 19.                 | «Masculari Horriblus»           | Алекс Вурман        | 2:10         |
| 20.                 | «I Am Peanuts»                  | Алекс Вурман        | 2:03         |
| 21.                 | «Congrats To You Too!»          | Алекс Вурман        | 1:22         |
| 22.                 | «Four Handed Promotion»         | Алекс Вурман        | 4:15         |
| Общая длительность: | Общая длительность:             | Общая длительность: | 41:10        |

Помимо них в картине так же присутствовала и другая музыка. В основном это были рок-записи 1970-х и инди-рок 1980-х и 1990-х. В саундтрек вошли: «Born to Move» группы Creedence Clearwater Revival, «Harness and Wheel» группы The Kingsbury Manx, «Fly Like an Eagle» группы Steve Miller Band, «Rise» группы Public Image Ltd, «Don't Be Scared» Эндрю Бёрда, «Time for Me to Fly» группы REO Speedwagon и «Turn It On» группы The Flaming Lips как финальная тема фильма.